# 韦廖夫金洞穴
韦廖夫金洞穴（Veryovkina洞穴或Verëvkina山洞，阿布哈兹语：Вериовкин иҳаы，格鲁吉亚语：ვერიოვკინის მღვიმე）是一个深达2209米（7247英尺）的超深洞穴，为目前地球上已知第二深的洞穴。它的入口位于海拔2285米处，地处政治上颇有争议的格鲁吉亚阿布哈兹地区。洞穴的入口横截面为3米×4米，位于西高加索加格拉山脉的阿拉比卡地带，靠近克雷波斯特山的山坡口处。入口竖井的深度为32米。

## 探索历史

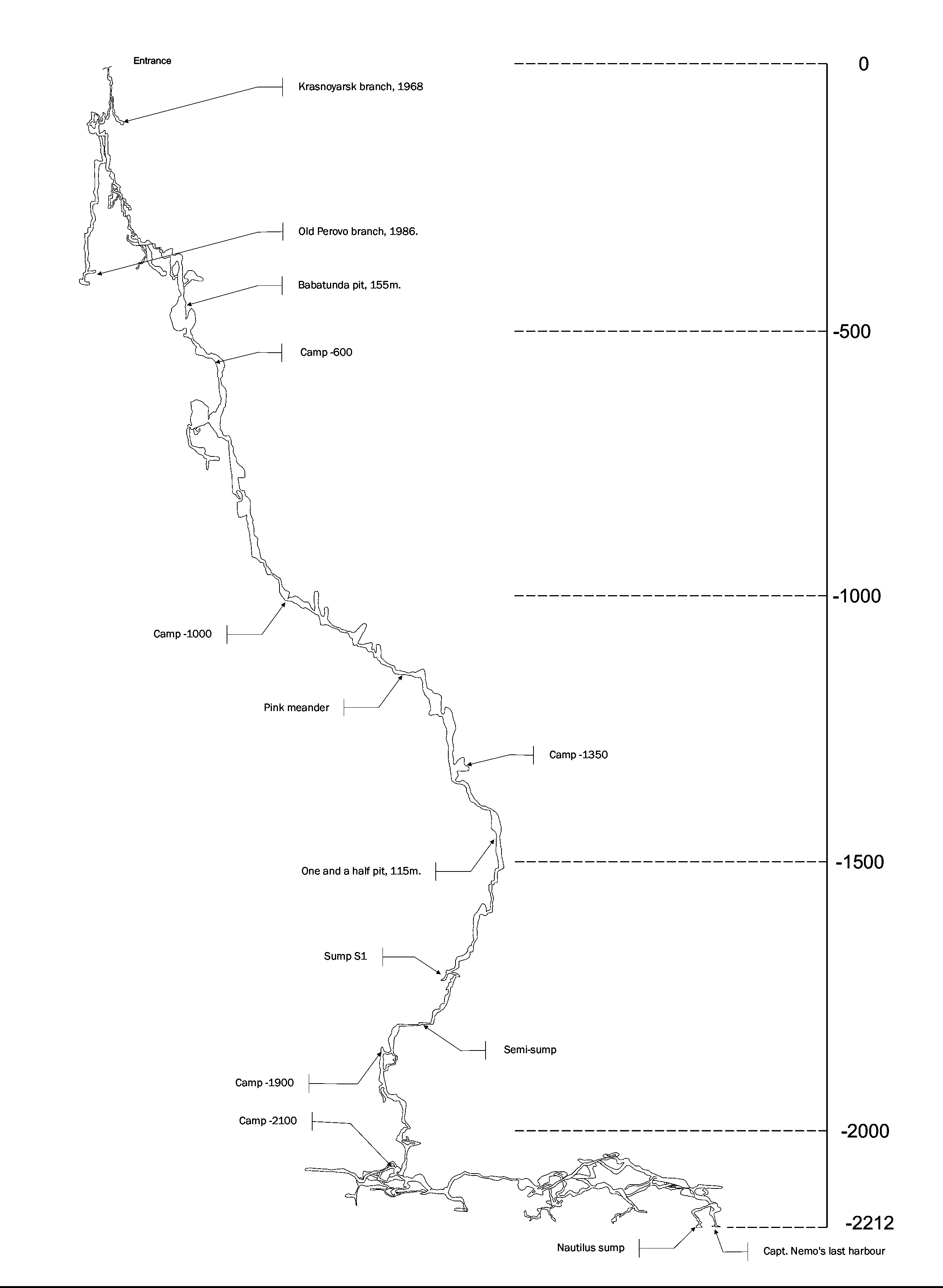
韦廖夫金洞穴剖面图

### 早期探索
- 1968年，首批探索者到达了115米的深度，并在地图上将该洞穴标记为S-115。
- 1982年：该洞穴由莫斯科的"Perovo"洞穴俱乐部探险队再次发现，并被重新命名为P1-7。
- 1983年~1986年：来自同一团队的洞穴探险者继续探索并达到440米的深度。

### 新世纪的探索
- 2000年~2015年， 洞穴俱乐部"Perovo"及其下属团队"Perovo-speleo"探索到了疑似为洞穴底部的区域。尽管做出了努力，但当时的他们无法在440米处寻找到新的下降通路。
- 2015年8月，来自同一团队的探险者发现了一个新的竖井，但由于他们没有绳索而无法探索它。这一发现为后来的一系列深入探索开辟了道路。
- 2017年8月下旬 ， "Perovo-speleo"团队到达了2204米的深度，从而创造了新的世界深度记录。
- 2018年5月，"Perovo"團隊的探險隊在地穴系統地圖上發現了近1公里的新隧道通道，同時測量了地穴的底部水坑的深度8.5米(28英尺)，使洞穴總深度達到2212米(7257英尺)。
- 2018年9月 ，帕维尔·杰米多夫带领"Perovo-speleo"团队与英国洞穴摄影师罗比·肖恩一起前往洞穴底部进行了一次摄影之旅。其后他们遭遇了暴风雨导致的积水，洪水填满了洞穴的下层并使他们陷入险境，该小组最终勉强脱险。[3][4]
- 2021年8月，"Perovo"探险队在1100米处发现了一具游客的尸体。死者后来被确认为之前的探险者谢尔盖·科泽耶夫（Sergei Kozeev）。推测其被困于此地，并最终死于失温。[5]
- 2023年8月，"Perovo"探險隊經由水下無人機對底部水坑進行量測，洞穴總深度增加至2213米(7293英尺)。
- 2024年8月，"Perovo"探險隊透過高精度的全球定位系統精確量側入口地面與底部水坑之間的高度差，使地穴的總深度縮減至2209米(7247英尺)。